# Ẹ̃
Ẹ̃ (minuscule : ẹ̃), appelé E tilde point souscrit, est une lettre latine utilisée dans l’écriture de l’aringa ou du kaliko.
Il s’agit de la lettre E diacritée d’un tilde et d’un point souscrit.

## Représentations informatiques
Le E tilde point souscrit peut être représenté avec les caractères Unicode suivants : 
- composé et normalisé NFC (latin étendu additionnel, diacritiques)[1],[2] :

| formes    | représentations | chaînes de caractères | points de code | descriptions                                               |
| --------- | --------------- | --------------------- | -------------- | ---------------------------------------------------------- |
| capitale  | Ẹ̃               | Ẹ◌̃                    | U+1EB8 U+0303  | lettre majuscule latine e point souscrit diacritique tilde |
| minuscule | ẹ̃               | ẹ◌̃                    | U+1EB9 U+0303  | lettre minuscule latine e point souscrit diacritique tilde |

- décomposé et normalisé NFD (latin de base, diacritiques) :

| formes    | représentations | chaînes de caractères | points de code       | descriptions                                                           |
| --------- | --------------- | --------------------- | -------------------- | ---------------------------------------------------------------------- |
| capitale  | Ẹ̃               | E◌̣◌̃                   | U+0045 U+0323 U+0303 | lettre majuscule latine e diacritique point souscrit diacritique tilde |
| minuscule | ẹ̃               | e◌̣◌̃                   | U+0065 U+0323 U+0303 | lettre minuscule latine e diacritique point souscrit diacritique tilde |